# Burg Stahlberg
Die Burg Stahlberg ist die Ruine einer Spornburg zwischen zwei Seitentälern des Rheins auf einem Bergsporn über dem Ortsteil Steeg der Stadt Bacharach im Landkreis Mainz-Bingen in Rheinland-Pfalz.
Seit 2002 ist die Burg Stahlberg Teil des UNESCO-Welterbes Oberes Mittelrheintal.

## Geschichte
Dendrochronologische Untersuchungen aus dem Jahr 2005 ergaben Daten im Zeitraum von 1158 bis 1168 für die Erbauung der Gesamtanlage. Bisherige Vermutungen über ein unterschiedliches Alter von Ober- und Unterburg können damit als widerlegt gelten. In weiten Teilen ist die Burg somit noch eine Anlage der Romanik. Eine zweite große Ausbauphase datiert in das zweite Viertel des 14. Jahrhunderts. Diese war vor allem durch Einstürze am rechteckigen Bergfried und der südwestlichen Ringmauer nötig geworden. Der runde Bergfried wurde damals erhöht. Weitere kleinere Ausbauten sind um 1470 belegt.
Wahrscheinlich wurde die Burg im Auftrag der Kölner Erzbischöfe gebaut, um ihren damals hier vorhandenen Grundbesitz zu sichern, möglicherweise auch als Gegenburg zur Burg Stahleck, auf der um 1120 Gozwin von Stahleck als Vogt über den mittelrheinischen Grundbesitz des Kölner Erzstifts amtierte, dessen Sohn Hermann von Stahleck sich jedoch als Pfalzgraf weitgehend unabhängig machte. Bereits 1243 ging die Burg zusammen mit Fürstenberg als Lehen an die Wittelsbacher Pfalzgrafen. Abgesehen von einer längeren Verpfändungsphase zwischen 1317 und 1353 an die Trierer Erzbischöfe verblieb sie bei diesen und wurde über einen langen Zeitraum von den Burggrafen Knebel von Katzenelnbogen verwaltet. Im 14. Jahrhundert war Stahlberg ein Verwaltungszentrum der Pfalzgrafen bei Rhein, die in dieser Zeit allerdings auch ihren Herrschaftsmittelpunkt nach Heidelberg verlagerten.
Schrittweise verlor die Burg an Bedeutung. Grabungsfunde legen nahe, dass die Vorburg bis ins 15. Jahrhundert und die Kernburg noch bis ins 17. Jahrhundert genutzt wurde, aber die bewaffnung der Kernburg war schon im 16. Jahrhundert nicht mehr auf dem neuesten Stand. Ein Ausbau hin zum Einsatz von Feuerwaffen und gegen Feuerwaffen ab der Zeit um 1500 ist im Baubestand nicht nachzuweisen. Im Dreißigjährigen Krieg möglicherweise 1632 durch schwedische Truppen während der Eroberung Bacharachs beschädigt, wurde sie 1638 und 1647 noch einmal von Truppen besetzt. 1678 wurde sie als verfallen beschrieben. Gut denkbar ist, dass sie im Gegensatz zu den Burgen Stahleck und Fürstenberg nicht 1689 im Pfälzischen Erbfolgekrieg zerstört wurde, sondern schrittweise verfiel, wie es die Grabung für die Burgkapelle nachzeichnen konnte.

## Heutiger Zustand
Die Burg erstreckt sich von Nordnordwest nach Südsüdost Richtung Bacharach-Steeg. Im Süden begleitet sie der Borbach und im Norden der Dorweiler Bach. Vom Tal des Dorweiler Baches führt der steile historische Zuweg auf kürzestem Weg zur Burg hinauf. Eine langgezogene hohe Mauer stützt diesen Zugang. Sie lässt erahnen, mit welchem Aufwand die Burg errichtet wurde. Zugleich ist sie ein besonderes technisches Bauwerk des hohen Mittelalters, das zumindest für den Mittelrhein einzigartig ist.
Von der gut 100 Meter langen Kernburg ist die Ringmauer zum Teil noch mit Resten des Wehrgangs erhalten. Vor der Front liegt ein Halsgraben, den eine moderne Holzbrücke überquert. Die Angriffsseite, den Halsgraben und den langgezogenen Zugang sicherte ein Rundturm als Bergfried der Unterburg. Zur nach Steeg orientierten Oberburg führt eine in den Felsen eingearbeitete Rampe mit Spurrillen. In der Oberburg steht ein eckiger Turm als Bergfried. Diesen eckigen Bergfried umgeben Reste von Gebäuden. Markanteste Baugruppe der Oberburg war die Einheit aus Palas bzw. Saalbau, Burgkapelle und Treppenturm. Vom Palas besteht noch der Keller. Von der Kapelle, die dem Heiligen Petrus geweiht war, sind der Grundriss mit einer eingezogenen Apsis und Reste der Treppe zur Empore erhalten.
Um die Kernburg führt ein breiter Umgang. Dieser dürfte als Zwinger gedient haben. Da hier Mauerreste fehlen, ist anzunehmen, dass der Zwinger im Verteidigungsfall mittels einer Palisade als Verteidigungslinie eingerichtet werden sollte. Im Südosten des Bergsporns, unterhalb der Oberburg, deuten Mauerreste auf einen Bereich hin, in dem sich Wirtschaftsgebäude und Unterkünfte für das Personal der Burg befunden haben könnten. Der Treppenturm bei der Kapelle in der Oberburg dürfte somit auch eine Verbindung zu diesem Bereich der Burg gewesen sein.
Auf der Südwestseite der Kernburg schließt sich eine Mauer mit 63 Zentimetern Stärke an, die von einem Stützpfeiler aus talwärts verläuft. Es ist denkbar, dass diese Mauer die Burg in das Gebück einband, eine vorwiegend aus einer dichten Hecke gebildete Landwehr, die das Viertälergebiet mit Bacharach, Rheindiebach, Manubach und Steeg schützte.
Vor der Kernburg liegt die Richtung Hunsrück orientierte Vorburg. Ihre Mauern sind noch gut zwei Meter hoch erhalten. Die Vorburg deckte neben der Angriffsseite der Burg auch die Zufahrt der Burg aus Richtung Steeg über den Halsgraben. Diese Zufahrt erhielt im oberen Bereich die schoon erwähnte hohe Stützmauer.
Seit 1912 ist die Ruine im Eigentum des Rheinischen Vereins für Denkmalpflege und Landschaftsschutz e. V., Köln. Der Verein legte die Ruine 1912 frei und erschloss sie mit einer ersten Holzbrücke. Eine erste Sicherung folgte in den Jahren 1930/31. 1967 sicherte der Verein Mauerkronen und erneuerte die Holzbrücke. In den 80er- und 90er-Jahren folgten weitere Sicherungs- und Instandsetzungsarbeiten. Nach weiteren Freilegungsarbeiten erfolgte 2009 bis 2013 eine Sicherung der südwestlichen Wehrmauer, des runden Bergfrieds und des Eingangs. Parallel dazu gab es Grabungen und Sicherungsarbeiten im Bereich des Palas und der Kapelle. Seit dem Jahr 2021 wird die Instandsetzung der Kernburg fortgesetzt.

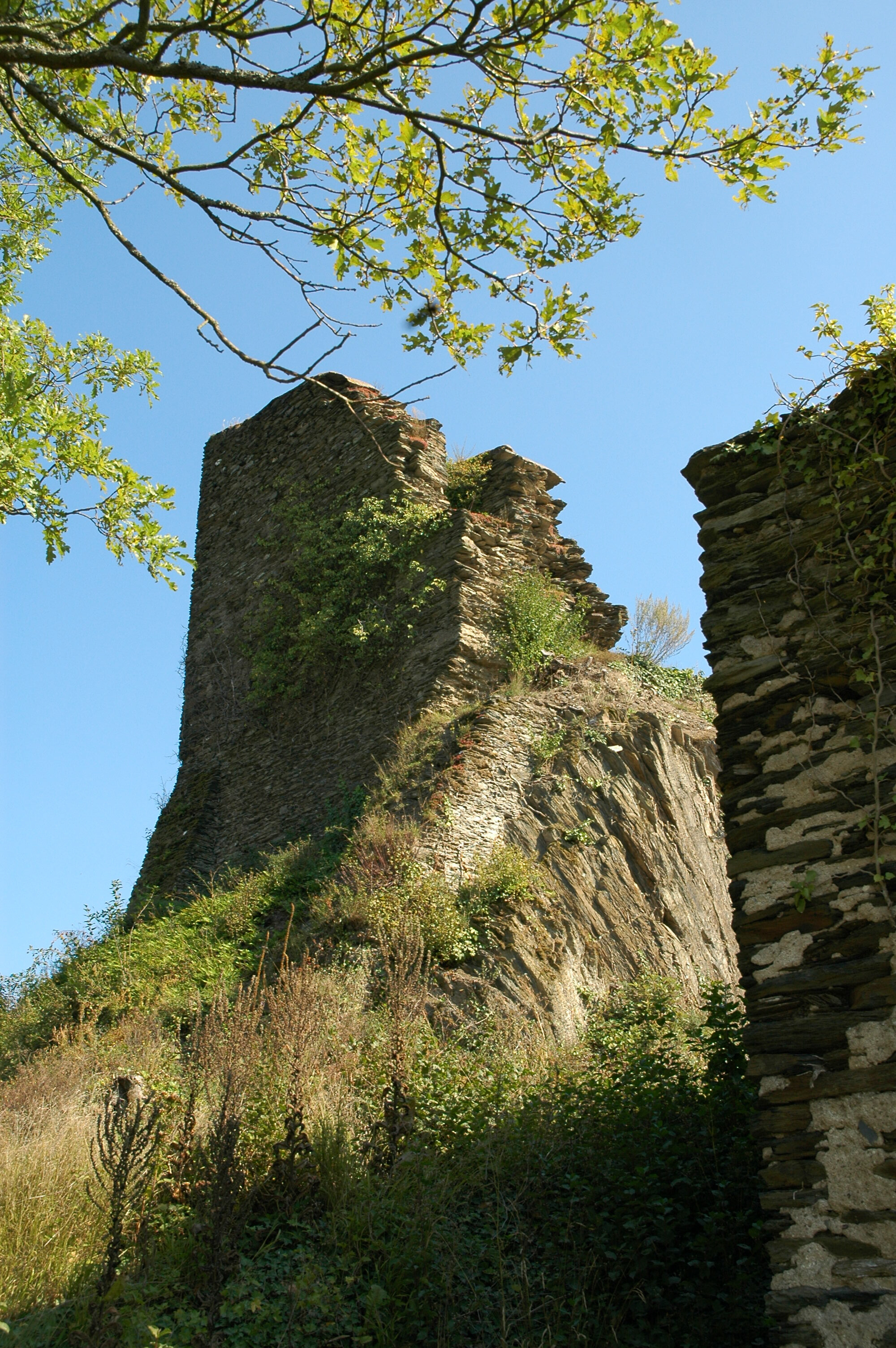
Viereckiger Bergfried
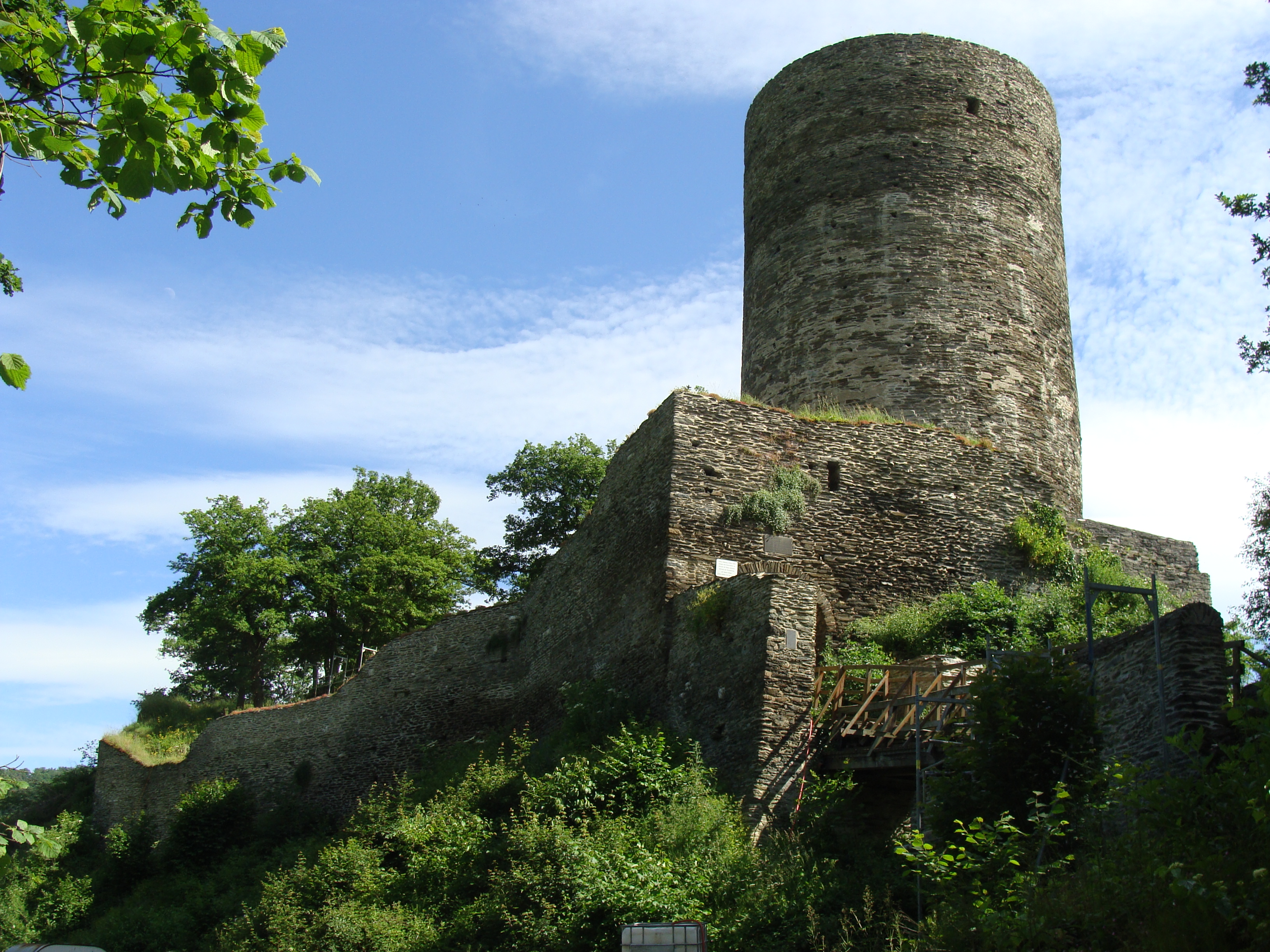
Runder Bergfried
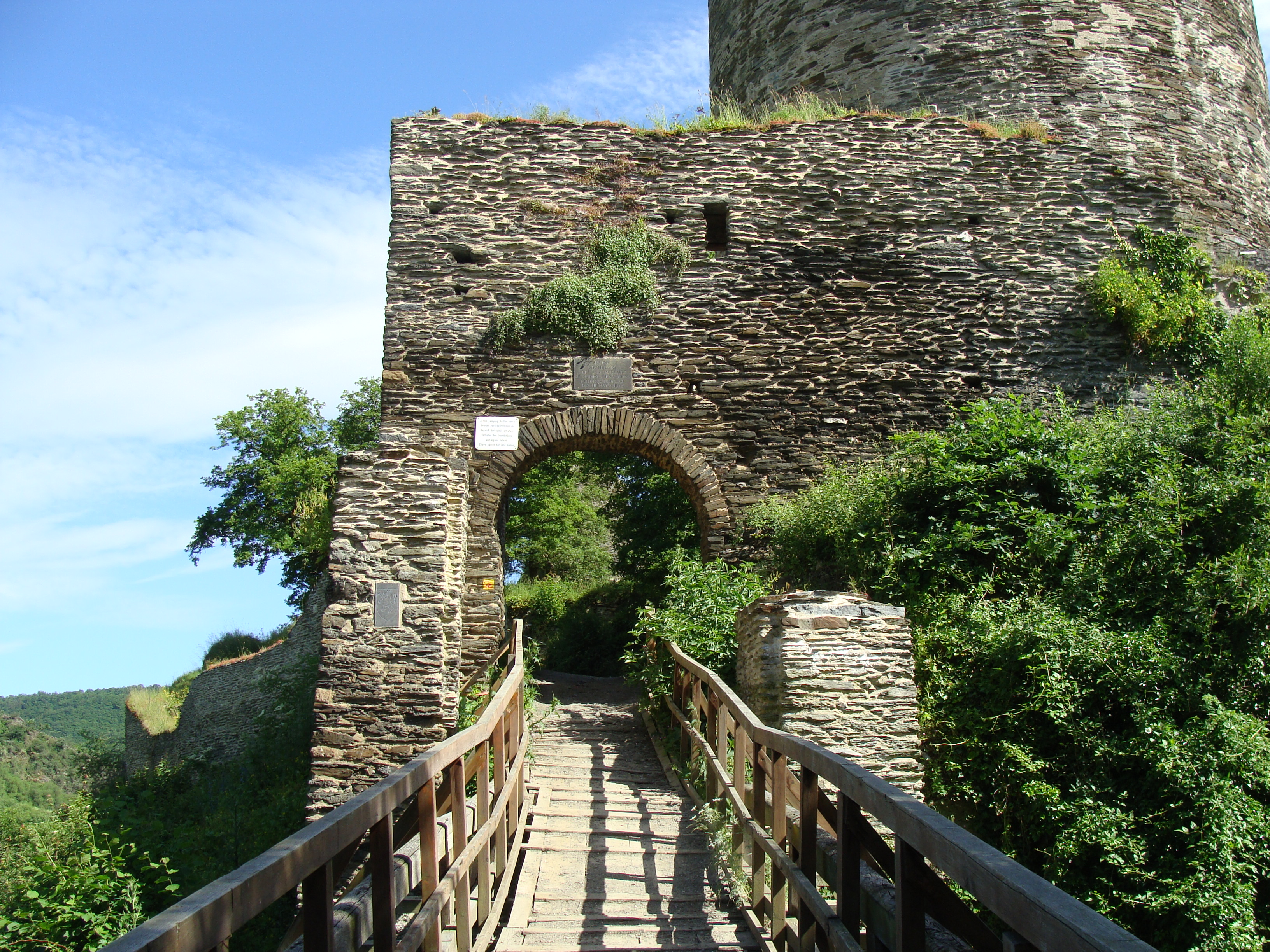
Burgtor
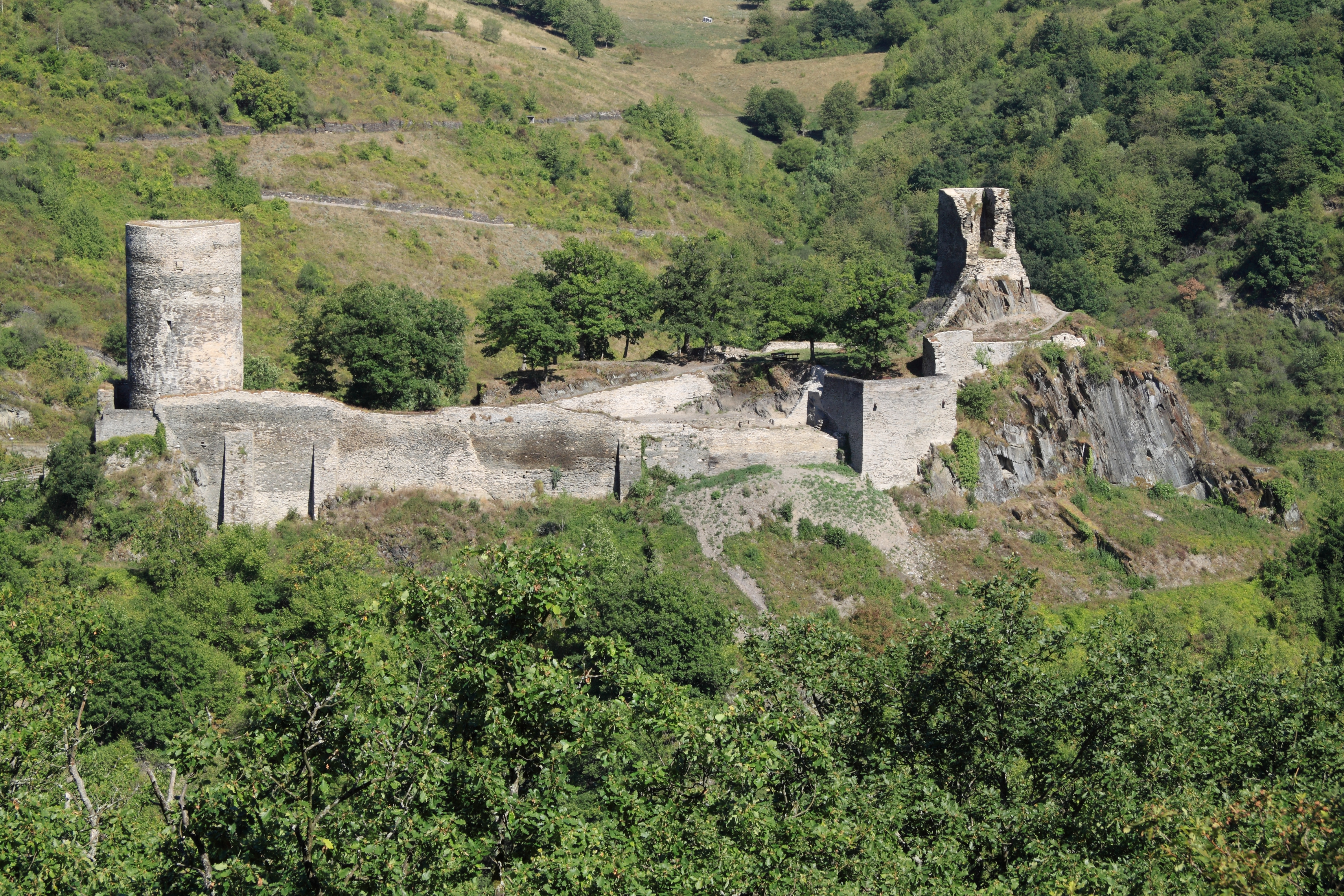
Gesamtansicht von Südwesten